# Charles Gounter Nicoll
Charles Gounter Nicoll (1704-24 novembre 1733), de Racton, Sussex, est un homme politique britannique qui siège à la Chambre des communes de 1729 à 1733. 

## Biographie
Gounter Nicoll, né Gounter est baptisé le 7 octobre 1704, le fils aîné de George Gounter, député de Racton, et son épouse Judith Nicoll, fille de Richard Nicoll de Norbiton Place, Surrey. Son grand-père, le colonel George Gounter, aide Charles II à s'échapper d'Angleterre après la bataille de Worcester. Gounter succède à son père à Racton en 1718. Il s'inscrit au New College d'Oxford le 4 avril 1722, à l'âge de 17 ans. En 1726, il change son nom par une loi du Parlement, adoptant le nom de famille de Nicoll. Il épouse Elizabeth Blundell, fille de William Blundell de Basingstoke, Hampshire, dont la mère Alice Blunden est la victime présumée d'un enterrement prématuré notoire. 
Gounter Nicoll est élu député de Peterborough lors d'une élection partielle le 29 janvier 1729. Il vote avec le gouvernement et est fait chevalier chevalier de l'Ordre du Bain le 30 juin 1732. 
Gounter Nicoll est décédé le 24 novembre 1733, ayant eu deux filles Elizabeth et Frances Catherine et est enterré dans l'église St Peter à Racton. Sa veuve poursuit un journaliste, peu de temps après la mort de son mari, pour l'avoir diffamé pour avoir accepté l'ordre du bain. Le coût des poursuites est financé par les fonds des services secrets. En 1735, elle épouse Peregrine Bertie (3e duc d'Ancaster et Kesteven) avec 70 000 £ de dot. La fille de Gounter Nicoll, Frances Catherine, épouse William Legge (2e comte de Dartmouth) avec 100000 £ de dot en 1755.   